# Кріанці
Крі, Кріанці (англ. Kree) — раса інопланетян з коміксів американського видавництва Marvel Comics. Крі були створені Стеном Лі і Джеком Кірбі і вперше з'явилися в 65-му випуску «Fantastic Four» в січні 1967 року.

## Історія
Крі — раса, відповідальна за появу Нелюдів, давні вороги Скруллів.
Крі були примітивною расою, що ділила свою планету Хала з іншою расою Котаті, расою рослиноподібних гуманоїдів. Їх планету відвідали Скрулли, які в той час були мирною расою. Вони повідомили, що лише одна з рас буде обрана для представництва в міжпланетному співтоваристві. Для визначення переможця Крі і Котаті були відправлені на місяць із завданням побудувати місто. Чиє місто було кращим, той і вигравав. Крі наполегливо працювали весь цей час (зараз це синя область Місяця), поки Котаті спали. Коли Скрулли повернулися, щоб нагородити переможця, виявилося, що, поки Котаті спали, вони виростили величезний сад. Скрулли присудили перемогу Котаті, що викликало лють Крі. Крі вбили всіх Котаті і Скруллів, які відвідали їх планету. Вони також використовували корабель Скруллів, щоби знайти дім Скруллів і почати першу війну Крі і Скруллів.
Другу війну почали Скрулли, принаймні на думку Крі. Скруллів вів Кайлор, один з п'яти претендентів на трон Імперії. Після завоювання Крі шпигували за одним із своїх світів, по якому планувався перший удар, але Вищий Розум з'їхав з ґлузду, й до влади прийшла Ненора. Вона була Скруллом, але хотіла залишитися Крі, щоб правити цією расою. Вона зрадила Кайлора і своїх людей. Після смерті Кайлора ватажком стала С'білл. Їй вдалося перемогти Ненору, позбавивши ту метаморфних здібностей. С'білл оголосила всім, що Ненора була Скруллом, а значить, вони перемогли у війні. Тим не менш вона запропонувала укласти мир. Тас-Катт, володар найвищого рангу, не міг прийняти цей мир — це суперечило всьому, чому слідували Крі, але він розумів, що зараз це єдиний вихід, і прийняв пропозицію мир .
З втратою Вищого Розуму і Ненори Крі залишилися без лідера. Сонтемплатор хитрістю привів до влади космічну піратку Незграбну Фоулоп, але вона була вбита Аел-Деном і Дар-Бенном, які потім правили разом. Коли Танос знищив половину Всесвіту, Крі знову звинуватили у всьому Скруллів і почали готуватися до нової війни.
Аел-Ден і Дар-Бенн були вбиті Дефбердом під час війни з Ши'ар. Пізніше, після перемоги, імператриця Лиландра призначила його регентом. Вся ця війна насправді була організована Крі з Вищої розвідки як спроба вийти з еволюційного глухого кута. В результаті цього і народилися руул.

## Фізичні характеристики
Крі мають блакитний колір шкіри. Вони більш сильні, ніж люди, і їм потрібно більше азоту в атмосфері для комфортного існування.
Використання Кристала Абсолютного Бачення заморозило еволюцію Крі. Крі намагалися обійти це, укладаючи шлюби з іншими расами. В результаті таких шлюбів народжувалися Крі з рожевою шкірою. З часом вони перевершили числом синьошкірих Крі. Однак Вищий Розум знайшов вихід: після опромінення Нега-бомбою Ши'ар (тоді загинуло 90 % Крі) і штучного впливу Кристалу Нескінченності народилися нові Крі.

## Відомі представники
- Капітан Марвел (Мар-Велл) — найбільший герой Крі, який перейшов на бік Землі, пізніше був збитий машиною в Піттсбурзі, перебуваючи в нетверезому стані з приводу святкування дня народження Халка.[1]
- Ронан Обвинувач — колишній Верховний Громадський обвинувач Імперії Крі.[2]
- Вищий розум — колективна свідомість Крі; верховний правитель Крі.

### Гібриди
- Керол Денверс — земна супергероїня, в результаті інциденту, який змінив її генетичний код, стала наполовину Крі. Відома під іменами Міс Марвел, Птах війни, Подвійна зірка і Капітан Марвел.
- Доррек VIII/Тедді Альтман (Халклінг) — Теодор Альтман є гібридом Крі і Скруллів, він — син принцеси Скруллів Анелли і Капітана Марвела.
- Геніс-Велл.
- Файла-Велл.
- Ультра-дівчина.

## Поза коміксами

### Фільми
- Вартові Галактики
- Капітан Марвел
- Агенти «Щ. И. Т.»
- Месники: Завершення

### Телебачення
- Месники. Найбільші герої Землі
- Срібний Серфер

### Відеоігри
У грі Marvel Ultimate Alliance вони багато разів згадувалися.

## Примітка
1. ↑  Marvel Super-Heroes vol.2 #12 (December 1967).
2. ↑  Fantastic Four #65 (August 1967)